# Nikon Z5
La Nikon Z5 è una fotocamera mirrorless prodotta dalla Nikon Corporation, presentata il 4 giugno 2020, in commercio da settembre 2020.
Ha un sensore CMOS (non BSI) in formato Nikon FX da 24,3 milioni di pixel.